# Viktor Schütze
Viktor Schütze (16 de Fevereiro de 1906 - 23 de Setembro de 1950) foi um oficial alemão da Kriegsmarine que atuou durante a Segunda Guerra Mundial.

## História
Viktor Schütze iniciou a sua carreira militar no mês de Abril de 1925, servindo por muitos anos em navios torpedeiros sendo transferido para a força U-Boot no mês de Outubro de 1935. Teve como o seu primeiro comando o U-19, sendo no mês de Outubro de 1937 retirado durante 10 meses para receber treinamento para destroyes, tendo logo em seguida retornado para a força U-Boot no mês de Agosto de 1938 assumindo então o comando do U-11.
Alcançou as suas primeiras vitórias no Atlântico Norte com o U-25, deixando o comando deste para assumir o comando do U-103 onde passou a atacar os comboios aliados em águas africanas e no Atlântico, deixando o comando deste U-Boot no mês de Agosto de 1941, tendo se tornado o comandante da 2. Unterseebootsflottille no mesmo mês.
A partir do mês de março de 1943 até o final da guerra ele era o FdU Ausbildungsflottillen (Comandante das Flotilhas de Treinamento) em Gotenhafen, onde ele tinha a responsabilidade sobre todas as flotilhas de treinamento no Mar Báltico.
Após o termino da guerra, Schütze se tornou prisioneiro, somente retornando para casa no mês de Março de 1946, mas veio a falecer quatro anos mais tarde aos 44 anos de idade.

## Carreira

### Patentes
| 16 Nov 1925 | Seekadett            |
| 1 Abr 1927  | Fähnrich zur See     |
| 1 Jun 1928  | Oberfähnrich zur See |
| 1 Out 1929  | Leutnant zur See     |
| 1 Jul 1931  | Oberleutnant zur See |
| 1 Out 1935  | Kapitänleutnant      |
| 1 Fev 1940  | Korvettenkapitän     |
| 1 Mar 1943  | Fregattenkapitän     |
| 1 Mar 1944  | Kapitän zur See      |

### Condecorações
| 13 Nov 1939 | Cruz de Ferro 2ª Classe            |
| 21 Fev 1940 | Cruz de Ferro 1ª Classe            |
| 11 Dez 1940 | Cruz de Cavaleiro da Cruz de Ferro |
| 14 Jul 1941 | Folhas de Carvalho                 |

### Patrulhas
|       | U-Boot | Partida     | Partida       | Chegada     | Chegada       | Dias     | Toneladas |
| ----- | ------ | ----------- | ------------- | ----------- | ------------- | -------- | --------- |
| 1     | U-25   | 18 Out 1939 | Wilhelmshaven | 19 Nov 1939 | Wilhelmshaven | 33 dias  | 5,874     |
| 2     | U-25   | 13 Jan 1940 | Wilhelmshaven | 19 Fev 1940 | Wilhelmshaven | 38 dias  | 27,335    |
| 3     | U-25   | 3 Abr 1940  | Wilhelmshaven | 6 Mai 1940  | Wilhelmshaven | 34 dias  |           |
| 4     | U-103  | 21 Set 1940 | Kiel          | 19 Out 1940 | Lorient       | 29 dias  | 23,976    |
| 5     | U-103  | 9 Nov 1940  | Lorient       | 12 Dez 1940 | Lorient       | 34 dias  | 38,465    |
| 6     | U-103  | 21 Jan 1941 | Lorient       | 24 Fev 1941 | Lorient       | 35 dias  | 33,464    |
| 7     | U-103  | 1 Abr 1941  | Lorient       | 12 Jul 1941 | Lorient       | 103 dias | 65,172    |
| Total | Total  | Total       | Total         | Total       | Total         | 306 dias | 194 286 t |

### Sucessos
| Data        | U-Boot | Nome da Embarcação            | Toneladas | Nacionalidade |        |
| ----------- | ------ | ----------------------------- | --------- | ------------- | ------ |
| 31 Out 1939 | U-25   | Baoulé                        | 5,874     | frances       |        |
| 17 Jan 1940 | U-25   | Enid                          | 1,140     | norueguês     |        |
| 17 Jan 1940 | U-25   | Polzella                      | 4,751     | britânico     |        |
| 18 Jan 1940 | U-25   | Pajala                        | 6,873     | sueco         |        |
| 22 Jan 1940 | U-25   | Songa                         | 2,589     | norueguês     |        |
| 3 Fev 1940  | U-25   | Armanistan                    | 6,805     | britânico     |        |
| 13 Fev 1940 | U-25   | Chastine Mærsk                | 5,177     | dinamarquês   |        |
| 6 Out 1940  | U-103  | Nina Borthen                  | 6,123     | norueguês     | OB-222 |
| 9 Out 1940  | U-103  | Delphin                       | 3,816     | grego         | SC-6   |
| 9 Out 1940  | U-103  | Graigwen (danificado)         | 3,697     | britânico     | SC-6   |
| 9 Out 1940  | U-103  | Zannes Gounaris               | 4,407     | grego         | SC-6   |
| 13 Out 1940 | U-103  | Nora                          | 1,186     | estoniano     |        |
| 15 Out 1940 | U-103  | Thistlegarth                  | 4,747     | britânico     | OB-227 |
| 21 Nov 1940 | U-103  | Daydawn                       | 4,768     | britânico     | OB-244 |
| 21 Nov 1940 | U-103  | Victoria                      | 6,085     | grego         | OB-244 |
| 27 Nov 1940 | U-103  | Glenmoor                      | 4,393     | britânico     | OB-248 |
| 28 Nov 1940 | U-103  | Mount Athos                   | 3,578     | grego         |        |
| 28 Nov 1940 | U-103  | St. Elwyn                     | 4,940     | britânico     | OB-249 |
| 8 Dez 1940  | U-103  | Calabria                      | 9,515     | britânico     | SLS-56 |
| 9 Dez 1940  | U-103  | Empire Jaguar                 | 5,186     | britânico     | OB-252 |
| 13 Fev 1941 | U-103  | Arthur F. Corwin (danificado) | 10,516    | britânico     | HX-106 |
| 17 Fev 1941 | U-103  | Edwy R. Brown                 | 10,455    | britânico     | HX-107 |
| 18 Fev 1941 | U-103  | Seaforth                      | 5,459     | britânico     |        |
| 19 Fev 1941 | U-103  | Benjamin Franklin             | 7,034     | norueguês     | HX-107 |
| 25 Abr 1941 | U-103  | Polyana                       | 2,267     | norueguês     | OG-58  |
| 1 Mai 1941  | U-103  | Samsø                         | 1,494     | britânico     |        |
| 3 Mai 1941  | U-103  | Wray Castle                   | 4,253     | britânico     |        |
| 6 Mai 1941  | U-103  | Dunkwa                        | 4,752     | britânico     | OB-310 |
| 6 Mai 1941  | U-103  | Surat                         | 5,529     | britânico     |        |
| 9 Mai 1941  | U-103  | City of Winchester            | 7,120     | britânico     | OB-313 |
| 11 Mai 1941 | U-103  | City of Shanghai              | 5,828     | britânico     | OB-313 |
| 22 Mai 1941 | U-103  | British Grenadier             | 6,857     | britânico     |        |
| 24 Mai 1941 | U-103  | Marionga                      | 4,236     | grego         |        |
| 25 Mai 1941 | U-103  | Radames                       | 3,575     | egípcio       |        |
| 25 Mai 1941 | U-103  | Wangi Wangi                   | 7,789     | holandês      |        |
| 8 Jun 1941  | U-103  | Elmdene                       | 4,853     | britânico     | OB-324 |
| 29 Jun 1941 | U-103  | Ernani                        | 6,619     | italiano      |        |
| Total       | Total  | Total                         | 194 286   |               |        |